# Жълта мангуста
Жълтата мангуста (Cynictis penicillata) е вид дребен африкански бозайник единствен представител на монотипен род Cynictis от семейство Мангустови. Представителите му са широко разпространени в южните части на Африка като обитават полупустинни райони. Често живеят в съобщества с представители на други видове със сходен начинна живот. Типичната рижава окраска и формата на тялото напомнят на лисица, поради което често от местното население е наричана и „лисича мангуста“.

## Разпространение и местообитание
Жълтите мангусти се срещат в големи ареали от Намибия, Ботсвана и ЮАР, както и в гранични райони на Ангола, Зимбабве, Лесото и Свазиленд с тези три страни. Обитава савани или полупустинни райони.

## Класификация
Жълтата мангуста е единствен представител на род Cynictis, но видът е представен с около 12 подвида. В общи линии козината на мангустата е по-бледа в областта на корема и брадичката, опашката е пухкава. Няма ясно изразен полов диморфизъм. Южните подвидове на вида са по-големи, имат жълта или червеникава козина, която е и по-дълга, опашката също е по-дълга с характерен бял връх. Северните подвидове са с по-дребно тяло сивкав оттенък на козината със сив или по-тъмно сив връх на опашката. Козината е по-къса и пригодена за условия с по-топъл климат.

## Морфологични особености
Тялото е с дължина от 27 до 38 cm, а опашката от 18 до 28 cm. Теглото при възрастните се движи от 440 до 800 грама, а в редки случаи достига и до 1 kg.

## Начин на живот
Жълтите мангусти са хищни животни, които се хранят основно с членестоноги. В менюто им влизат и дребни бозайници, гущери, змии и яйца на всякакви видове животни. Представителите на вида са дневни, а през нощта прекарват в дупки под земята. Жълтите мангусти са добри копачи, но могат да ползват изоставени дупки от други видове животни или живеят съвместно с капски земни катерици, сурикати или други видове бозайници със сходен начин на живот. Живеят в колонии до 20 индивида. Социалната структура на жълтата мангуста е йерархична като централно място заема една главна двойка, която ражда потомство. В структурата на групата влизат и други взрасти, подрастващи и малки, които са роднини на главната двойка. Бременността продължава около 60 дни, раждат два пъти в година едно до три малки. Кърменето продължава около осем седмици, а в грижите на потомството участват всички членове на групата. На около година настъпва полова зрялост, а продължителността на живота им е до 15 години. В естествената среда стават плячка на хищни птици, змии и чакали.

## Разпространители на Бяс
Жълтата мангуста е един от основните вектори на вируса на беса в ареала, който обитава. Съществуват дори и известни подозрения, че тя е носител на вируса с години без да боледува, но при ухапване предава смъртоносния причинител на беса.